# Хутор № 13
№ 13 — упразднённый хутор в Исилькульском районе Омской области. Входил в состав Солнцевского сельского поселения. Исключен из учётных данных в 1999 г.

## География
Располагался по левую сторону трассы Исилькуль — Называевск, в 1 км к севеол-западу от хутора № 12.

## История
Исключен из учётных данных постановлением законодательного собрания Омской области от 22 февраля 1999 года № 54.